# Sallent de Gállego
Sallent de Gállego è un comune spagnolo di 1 080 abitanti situato nella comunità autonoma dell'Aragona.

Fa parte della comarca dell'Alto Gállego.
Nel territorio del comune è situata la località di Formigal con la stazione sciistica di Aramón Formigal che ospita competizioni internazionali.